# Delusione

Emoji che ritrae un'espressione delusa.

La delusione è il sentimento di insoddisfazione o amarezza causato dalla mancata realizzazione di una speranza, desiderio o aspettativa.
Simile al rimpianto, differisce in quanto una persona che prova rimpianto si concentra principalmente sulle scelte personali che hanno contribuito a un risultato negativo, mentre una persona che prova delusione si concentra sul risultato stesso. È una fonte di stress psicologico. Lo studio della delusione - le sue cause, l'impatto e il grado in cui le decisioni individuali sono motivate dal desiderio di evitarla - è un punto focale nel campo dell'analisi decisionale, poiché la delusione è, insieme al rimpianto, una delle due emozioni primarie coinvolte nel processo decisionale.
In generale, si supera rapidamente questo stato d'animo aspettandosi che l'obiettivo prefissato venga comunque raggiunto o realizzando che dopo tutto non era così importante.

## Etimologia
La delusione viene fatta risalire all'inglese medio deluso per mezzo del desapointer francese antico. In senso letterale, è rimuovere dall'incarico. Il suo uso nel senso di frustrazione generale risale alla fine del XV secolo e appare registrato per la prima volta in inglese come uno stato emotivo di abbattimento nella metà del XVIII secolo.

## Psicologia
La delusione è una risposta soggettiva correlata a ricompense anticipate. Il tempo di recupero della delusione dipende dall'intensità della delusione, così come dalla persona che sta vivendo la delusione. Per alcuni possono volerci alcuni minuti mentre per altri la stessa delusione può richiedere alcuni giorni.
Anche la delusione e l'incapacità di prepararsi sono state ipotizzate come fonte di occasionale compromissione del sistema immunitario negli ottimisti. Mentre gli ottimisti mostrano generalmente una salute migliore, possono in alternativa mostrare meno immunità quando sono sottoposti a stress prolungato o incontrollabile, un fenomeno che i ricercatori hanno attribuito all'"effetto delusione". L'"effetto delusione" presuppone che gli ottimisti non utilizzino l' "ammortizzazione emotiva" per prepararsi alla delusione e quindi sono meno in grado di affrontarla quando la sperimentano. Questo effetto di delusione è stato contestato dalla metà degli anni '90 dalla ricercatrice Suzanne Segerstrom, che ha pubblicato, da sola e di comune accordo, diversi articoli per valutarne la plausibilità. Le sue scoperte suggeriscono che, invece di essere incapaci di affrontare la delusione, gli ottimisti hanno maggiori probabilità di affrontare attivamente i loro problemi e di conseguenza subire una compromissione dell'immunità.
Nel 1994, lo psicoterapeuta Ian Craib ha pubblicato il libro The Importance of Disappointment, in cui ha attinto alle opere di Melanie Klein e Sigmund Freud nel portare avanti la teoria che la cultura che evita le delusioni - in particolare la cultura della terapia - fornisce false aspettative di perfezione nella vita e previene persone dal raggiungimento di una sana identità. Craib ha offerto come due esempi le vittime litigiose di errori medici, che una volta avrebbero accettato gli incidenti come un corso della vita, e le persone che soffrono di dolore in seguito alla morte di una persona cara che, ha detto, viene fornito un falso modello scenico di recupero che è più progettato per confortare i terapeuti del lutto rispetto ai lutto.
I lacaniani consideravano la delusione infantile essenziale per entrare nel mondo simbolico della cultura; la delusione nell'età adulta - la frustrazione delle nostre richieste da parte del mondo - come chiave per scoprire chi siamo in realtà.